# Monastero della Santissima Trinità e San Giona
Il Monastero della Santissima Trinità e San Giona (in ucraino Свято-Троїцький Іонинський чоловічий монастир?, Svjato-Troïc'kyj Ionins'kyj čolovičyj monastyr;) è un monastero ortodosso ucraino nel quartiere di Zvirynec' a Kiev, poco distante dal monastero medievale di Vydubyči.
Fu Giona, un egumeno di Vydubyči, a fondare questo monastero nel 1864. La principessa Vasil'čikova, vedova del governatore generale di Kiev, decise di sostenere il progetto e donò la sua dacia ai frati. È su queste basi che fu costruito il Catholicon. Il campanile del monastero, con un'altezza di 110 metri, avrebbe dovuto essere il più alto del mondo ortodosso. La sua costruzione fu interrotta a causa dello scoppio della prima guerra mondiale. All'epoca vi risiedevano ben 800 monaci.
Il monastero fu chiuso nel 1934 e il suo terreno fu occupato dal Giardino Botanico Nazionale M. M. Gryško. I monaci del monastero, recentemente rianimato, aiutano ora a restaurare le vicine grotte di Zvirynec'.